# Aeronca K Scout
El Aeronca Model K Scout es un avión ligero biplaza construido por la empresa estadounidense Aeronca Aircraft a finales de la década de 1930.

## Historia
Tras el éxito inicial que se obtuvo con los modelos C-2 y C-3, Aeronca deseaba modernizar el diseño original de la bañera voladora, que ya contaba con unos diez años de existencia. Equipado con el motor de doble encendido Aeronca E-113C, este modelo hizo que el diseño de Aeronca alcanzase los estándares modernos de aviación. El Scout presentaba un ala alta arriostrada por montantes con una cabina totalmente cerrada y dos asientos lado a lado.
El Aeronca K debutó ante el público formalmente en enero de 1937, en el New York Aircraft Show, más tarde lo haría en marzo en el Los Angeles Air Show. El éxito fue rotundo, y para noviembre de ese año, se producían tres Model K diariamente. Se construyeron un total de 357 Aeronca Model K Scout.

## Variantes[3]
Aeronca K Scout
Variante inicial, motor Aeronca E-113, certificado de tipo ATC-634, 344 unidades producidas.
Aeronca KC Scout
Versión con motor Continental A-40, certificado de tipo ATC-655, 34 unidades producidas.
KC Sea Scout
Versión del KC Scout con flotadores y dos puertas.
KCA Chief
Versión del KC Scout con motor Continental A-50, certificado de tipo ATC-675, evolucionó hacia el 50C Chief, 62 construidos.
Aeronca KF Chief
Versión con motor Franklin 4AC, certificado de tipo ATC-688, evolucionó hacia el 50F Chief, 5 construidos.
Aeronca KM Chief
Versión con motor Menasco M-50, certificado de tipo ATC-676, evolucionó hacia el 50M Chief, 9 construidos.
Aeronca KS Sea Scout
Versión del K Scout con flotadores, certificado de tipo ATC-634, 13 unidades producidas.

## Historia operacional
En mayo de 2009, había 73 Model K en el registro de aviones civiles de los Estados Unidos y varios ejemplares más preservados en museos. El EAA AirVenture Museum de Oshkosh (Wisconsin) tiene un ejemplar en exhibición en su Pioneer Airport.

## Especificaciones
Referencia datos: Aeronca.com

### Características generales
- Tripulación: 1 piloto
- Capacidad: 1 pasajero
- Longitud: 11 m (36 ft)
- Envergadura: 6,3 m (20,6 ft)
- Altura: 2 m (6,6 ft)
- Peso vacío: 266,7 kg (587,8 lb)
- Peso útil: 205 kg (451,9 lb)
- Peso máximo al despegue: 520 kg (1146,1 lb)
- Planta motriz: 1×  Aeronca E-113-CB.
  - Potencia: 30 kW (41 HP; 41 CV)
- Hélices: 1× Sensenich W69A-28 o W69A-30 bipala de paso fijo por motor.
- Diámetro de la hélice: 1.752,6 mm

### Rendimiento
- Velocidad máxima operativa (Vno): 150 km/h (93 MPH; 81 kt)
- Velocidad crucero (Vc): 136,8 km/h (85 MPH; 74 kt)
- Velocidad mínima controlable (Vmc): 56,3 km/h (35 MPH; 30 kt)
- Alcance: 402 km (217 nmi; 250 mi)
- Techo de vuelo: 3657 m (11 999 ft)
- Régimen de ascenso: 2,3 m/s (449 ft/min)
- Carga alar: 38 kg/m² (7,8 lb/ft²)

### Aviónica
- Tacómetro.
- Altímetro.
- Indicador de velocidad del aire.
- Marcador de presión de aceite.
- Marcador de temperatura de aceite.
- Indicador de Gasolina.
- Control de avance de encendido.